# Argancy
Argancy là một xã trong vùng Grand Est, thuộc tỉnh Moselle, quận Metz-Campagne, tổng Vigy. Tọa độ địa lý của xã là 49° 14' vĩ độ bắc, 06° 12' kinh độ đông. Argancy có điểm thấp nhất là 158 mét và điểm cao nhất là 210 mét. Xã có diện tích 11,45 km², dân số vào thời điểm 2005 là 1305 người; mật độ dân số là 113,5 người/km².

## Thông tin nhân khẩu
| 1962 | 1968 | 1975 | 1982  | 1990  | 1999  |
| ---- | ---- | ---- | ----- | ----- | ----- |
| 635  | 731  | 758  | 1.007 | 1.058 | 1.103 |